# Rio Carbonasca
Il Rio Carbonasca è un piccolo corso d'acqua dell'Appennino Ligure.

## Percorso
Il rio nasce dal Colle Ombrasco (475 m) nei pressi del territorio di Fraconalto (AL). Scorre poi verso Sottovalle per dirigersi infine verso Voltaggio dove si immette nel Lemme come affluente di destra.